# Seznam izraelskih pesnikov
Seznam izraelskih pesnikov.

## A
- Lea Aini
- Yehuda Amichai

## H
- Haim Hefer
- Dalia Hertz
- Ariel Hirschfeld

## L
- Hanoch Levin (tudi dramatik, gledališki režiser 1943-1999)

## M
- Agi Mishol

## K
- Liat Kaplan
- Ephraim Katzir
- Abba Kovner

## O
- Amir Or

## S
- Rami Saari
- Avraham Shlonsky
- Michal Snunit

## Y
- Natan Yonatan

## Z
- Zelda